# Nederlands Handbal Verbond
La Nederlands Handbal Verbond (NHV) è la federazione delle associazioni di pallamano dei Paesi Bassi.

È affiliata alla International Handball Federation ed alla European Handball Federation.

La federazione assegna ogni anno il titolo di campione dei Paesi Bassi e la coppa nazionale.

Controlla ed organizza l'attività delle squadre nazionali.

La sede amministrativa della federazione è a Renkum.

## Squadre nazionali
La federazione controlla e gestisce tutte le attività delle squadre nazionali olandesi.
- Nazionale di pallamano maschile dei Paesi Bassi
- Nazionale di pallamano femminile dei Paesi Bassi

## Competizioni per club
La federazione annualmente organizza e gestisce le principali competizioni per club del paese.
- Campionato dei Paesi Bassi di pallamano maschile
- Campionato dei Paesi Bassi di pallamano femminile